# Nordstromia nigra
Nordstromia nigra is een vlinder uit de familie van de eenstaartjes (Drepanidae). De wetenschappelijke naam van de soort is voor het eerst geldig gepubliceerd in 1988 door Chu & Wang.
De soort is alleen waargenomen in China (Sichuan, Yunnan).